# Antje Schomaker

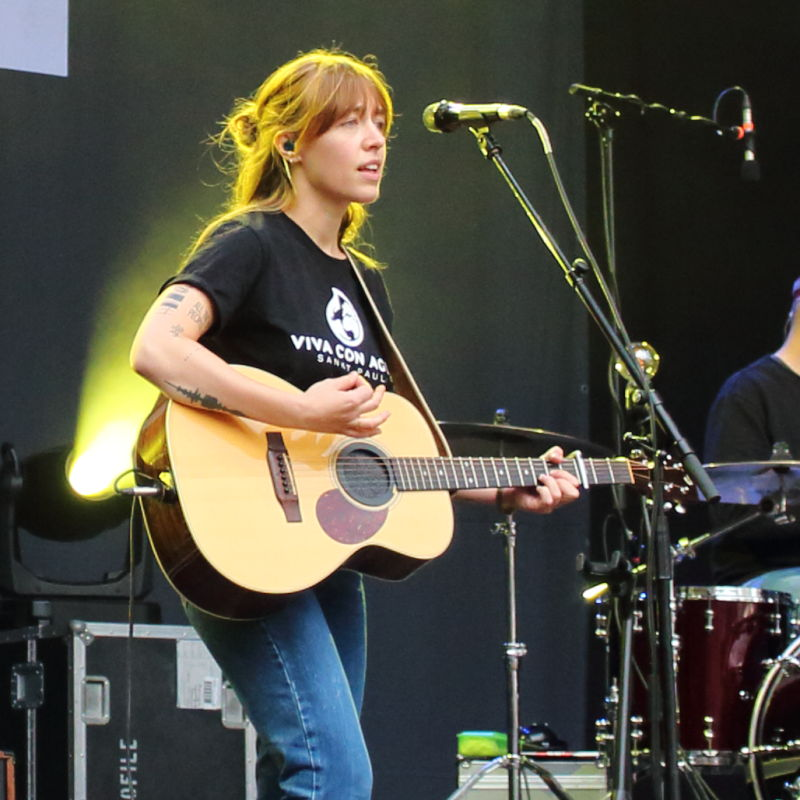
Antje Schomaker bei Bochum Total 2019

Antje Schomaker (* 1992 in Rheurdt) ist eine deutsche Musikerin und Songwriterin im deutschsprachigen Indie-Pop. Außerdem arbeitet sie als Sprecherin für Hörspiele und Werbung.

## Leben
Im Kindesalter lernte Schomaker unter anderem Klavier und Fagott zu spielen und besuchte die Waldorfschule Krefeld. Das Gitarrespielen brachte sie sich selbst bei. Während ihrer musikalischen Sozialisation spielten die Alben American Idiot von Green Day, Hieb & Stichfest von Mia und Es ist Juli von Juli eine bedeutende Rolle. Auf Schomakers zweitem Album Snacks von 2023 ist Eva Briegel von Juli bei dem Lied Irgendwohin als Gastsängerin zu hören. Das erste Popkonzert, das sie als Teenagerin mit Freundinnen besuchte, war ein Konzert von Wir sind Helden im Palladium in Köln. Später begann sie, eigene Songtexte zu verfassen. Im Rahmen ihrer schauspielerischen Tätigkeit am Krefelder Kresch Theater trug sie ein a cappella gesungenes Lied vor, durch das der Musikproduzent Swen Meyer auf sie aufmerksam wurde. Daraufhin zog sie 2012, nach einem Auslands-Jahr in Irland, wo sie Straßenmusik gemacht hat, nach Hamburg, wo sie bis heute lebt. Neben der Arbeit an der eigenen Musik studierte sie dort systematische Musikwissenschaft und arbeitete in einem Musikverlag.
Darüber hinaus arbeitet Schomaker als Sprecherin für Werbung, Hörspiel und Voiceover. Sie spricht unter anderem für eBay, BVG und Guhl und ist bei den Punkies und in der 75. Jubiläumsfolge von Hanni & Nanni zu hören.
In ihrer Jugend engagierte sich Schomaker für den Umweltschutz.

## Musik
Nach einem Praktikum bei den Münchener Produzenten Kilian Reischl und Robin Karow begann sie, mit ihnen an ihrem ersten Album zu arbeiten. Im Mai 2016 lud Schomaker das Lied Mein Herz braucht eine Pause auf die Videoplattform YouTube hoch. Durch dieses Video wurde der Musiker Bosse auf sie aufmerksam, den sie als eins ihrer musikalischen Vorbilder nennt. Die beiden lernten sich auf dem Feel Festival 2016 kennen. In der Folge begleitete sie mit ihrer Band 2016 seine Tour als Vorgruppe. Ein Jahr darauf begleitete sie auch Johannes Oerding, die Band Gloria und 2018 Amy Macdonald als Vorgruppe auf ihren Touren. 2017 trat Schomaker auf dem Hurricane Festival und dem Deichbrand auf.
Ihr erstes Album Von Helden und Halunken erschien im Jahr 2018. Nach dem Ende der zum Album gehörigen Tour erschien in Kooperation mit Revolverheld der Song Liebe auf Distanz. 2020 veröffentlichte sie Auf Augenhöhe und holte 124 Künstlerinnen auf ihren Track, um auf die fehlende Gleichstellung in der Musikbranche aufmerksam zu machen. Sie gründete während der Pandemie gemeinsam mit Freunden das Social Sofa Festival, bei dem unter anderem Joko Winterscheidt, Faber und LEA auftraten und sammelte insgesamt 50.000 Euro Spendengelder für Geflüchtete.
2021 ging sie mit ihrem Song Ich muss gar nichts auf TikTok viral.
2022 gewann sie den Preis für Popkultur in der Kategorie Lieblingskünstler*in und war außerdem in der Kategorie Lieblingssong nominiert.

## Podcast
Schomaker veröffentlichte vom 22. August bis zum 26. Dezember 2018 einen eigenen Podcast mit dem Namen Antjes Freundebuch. Dieser erschien zweiwöchentlich mit wechselnden Gästen, mit denen sie ein Freundebuch ausfüllt und Gespräche führt. Gäste des Podcasts waren unter anderem Bosse, Lea und Joris.

## Auszeichnungen und Nominierungen
Auszeichnungen
- 2019: Signs Award[29]
- 2022: Preis für Popkultur in der Kategorie Lieblingskünstler*in[26]

Nominierungen
- 2018 Preis für Popkultur in der Kategorie Hoffnungsvollster Newcomer[30]
- 2022 Preis für Popkultur in der Kategorie Lieblingssong[27]

## Diskografie
Studioalben

| Jahr | Titel Musiklabel                                | Höchstplatzierung, Gesamtwochen, AuszeichnungChartplatzierungen (Jahr, Titel, Musiklabel, Platzierungen, Wochen, Auszeichnungen, Anmerkungen) | Höchstplatzierung, Gesamtwochen, AuszeichnungChartplatzierungen (Jahr, Titel, Musiklabel, Platzierungen, Wochen, Auszeichnungen, Anmerkungen) | Höchstplatzierung, Gesamtwochen, AuszeichnungChartplatzierungen (Jahr, Titel, Musiklabel, Platzierungen, Wochen, Auszeichnungen, Anmerkungen) | Anmerkungen                            |
| Jahr | Titel Musiklabel                                | DE | AT | CH | Anmerkungen                            |
| ---- | ----------------------------------------------- | --- | --- | --- | -------------------------------------- |
| 2018 | Von Helden und Halunken Columbia Records (Sony) | DE45 (1 Wo.)DE | — | — | Erstveröffentlichung: 23. Februar 2018 |
| 2023 | Snacks Antje Schomaker (BMG)                    | — | — | — | Erstveröffentlichung: 6. Oktober 2023  |